# Врачи мира за предотвращение ядерной войны
Врачи мира за предотвращение ядерной войны (ВМПЯВ) (англ. International Physicians for the Prevention of Nuclear War, IPPNW) — международное движение работников здравоохранения, деятельность которого направлена на предотвращение ядерного конфликта и поощрение ядерного разоружения.
Организация была основана в декабре 1980 года американским профессором кардиологии Гарвардского института общественного здоровья Бернардом Лауном и советскими докторами медицинских наук, директором Всесоюзного кардиологического научного центра АМН СССР Евгением Чазовым и академиком АМН СССР Леонидом Ильиным. 
За свою деятельность в 1984 году организация была отмечена премией ЮНЕСКО, а в 1985 была удостоена Нобелевской премии мира за заслуги в информировании общественности и склонении сознания человечества в пользу мира. В середине 1980-х количество членов ВМПЯВ насчитывало около 145 000 человек, а к началу 1990-х в движение входило уже около 200 000 человек из более чем 60 стран мира. В 2007 году организацией была начата кампания, направленная на уничтожение ядерного оружия.